# Гуши-хан
Гуши-хан, Гуши-Номин-хан (монг. Гүүш хаан), собственное имя — Тюрю-Баирлху или Туру-Байху (1582 — 14 января 1655) — ойратский тайши племени хошутов. Первый правитель Хошутского (Кукунорского) ханства в 1642 — 1655 годах. Третий сын хошутского тайши Хан-Нойон Хонгора и Ахай-хатун.
Ахай-хатун после смерти своего первого мужа вторично вышла замуж за его двоюродного брата Хан-Нойон Хонгора, родив от него пять сыновей, известных в ойратской истории как «пятеро тигров»: Байбагас-Батур, Кундулен-Убуши, Тюрю-Баирлху (Гуши-Номин-хан), Засакту-Чинг-Батур и Буян-Хатун-Батур.

## Биография
Гуши-хан стал широко известен и оставил глубокий след в истории Центральной Азии, а также калмыцкого — ойратского народа в результате следующих событий: В XIV — первой половине XVII веков в Тибете царила феодальная раздробленность, происходила постоянная борьба за власть между различными религиозными школами и светскими феодалами. В междоусобные войны постепенно оказались втянуты все светские и духовные феодалы Тибета, а их борьба за власть приняла форму религиозной войны между «красношапочной» (Кагью) и «желтошапочной» (Гелуг) школами тибетского буддизма. К 30-м годам XVII в. Положение Гэлуг резко ухудшилось. Казалось, что её гибель близка и неминуема.

В этих условиях Далай-лама V и Панчен-лама в 1637 году приняли решение тайно снарядить и отправить послов к князьям дурбэн-ойратов (Четырёх Ойратов) за помощью. С этой миссией выехал в Джунгарию монах по имени Гару-лозава, который по прибытии на место 
«доложил хану и высокопоставленным чиновникам о том, что цзанский царь (Цзан — область в Тибете — B.C.) и другие имеют стремление погубить жёлтую религию, они очень ненавидят желтошапочников и проявляют к ним жестокость…». 
Ойратские князья радушно приняли у себя посланца Далай-ламы и после обсуждения просьбы о помощи буддийских иерархов на своем съезде — чуулгане постановили отправить в Тибет объединённое войско всех дурбэн-ойратов. Командование войском принял на себя хошутский князь Гуши-хан (1582—1655). В этой военной кампании 1637 года приняли участие князья из всех ойратских этнополитических объединений: от хошутов — Гуши-хан и Дуургэчи-нойон, от олётов (джунгаров) — Батур-хунтайджи и Мэргэн-Дайчин, от торгутов — Тэнэс-Мэргэн-Тэмэнэ, Мэргэн-Джинон и Гомбо-Йэлдэнг, от хойтов — Султан-тайши и Сумэр-тайши, от дербетов — Далай-тайши, Бумбу-Йэлдэнг и другие. 

### Сражение у озера Кукунор
На окраине Кукунора, непосредственного преддверия в Тибет, ойратское войско в кровопролитном сражении разгромило 30-тысячное войско союзника «красношапочной» школы, крупного восточномонгольского феодала Цогто-тайджи. 

### Правитель Хошутского ханства
Гуши-хану удалось установить своё господство в Кукуноре, и здесь возникло новое ойратское ханство — Хошутское, просуществовавшее до 1717 года. После победы в той битве сюда откочевала из Джунгарии основная масса его подданных хошутов. Кукунор мог служить хорошим плацдармом для вторжения во внутренние области Тибета и насаждения там своего влияния. В 1638 году Гуши-хан совершает лично паломничество в Тибет к Далай-ламе Нгава́нг Лобса́нг Гьяцо́. Далай-лама V пожаловал ему ханский титул с печатью и титул «Данзин-Чогьял» («Царь законов и опора религии») или «Тензин Чокьи Гьялпо» («Хранитель Учения, Царь Дхармы»). В свою очередь Гуши-хан наделил сановников из свиты Далай-ламы ойратскими титулами да-лама, тайджи, даян и др., которые тибетские чиновники высших рангов носили вплоть до середины XX века.
В течение следующих трёх лет ойратские войска нанесли поражение отрядам противников Далай-ламы из лагеря «красношапочной» школы и их светских союзников. После этого Гуши-хан установив свою власть над всеми районами Тибета и занял «высокий трон тибетских царей». Однако, опасаясь выступления тибетцев против чужеземных правителей, он в 1642 году передал верховную власть над всем Тибетом пятому Далай-ламе. В ответ Гуши-хан и его потомки были провозглашены наследственными правителями Тибета с сохранением ими своего контроля над землями в Кукуноре. Таким образом, Хошутское ханство стало военно-политическим контролёром Тибета.

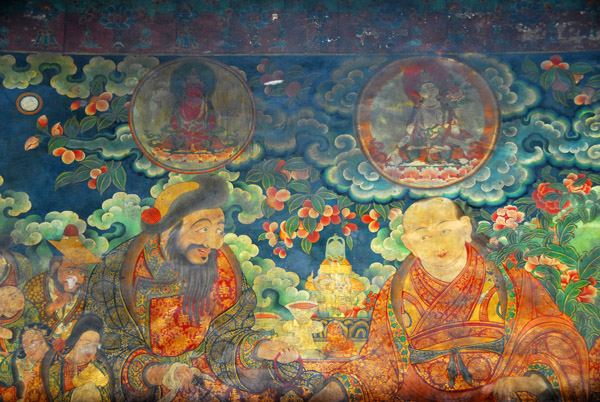
Гуши-хан и Далай-лама V. Фреска в тибетском храме Джоканг, XVII век

Этот шаг ойратского правителя был встречен буддийскими иерархами с большим удовлетворением. Он нашёл отражение и в изобразительном искусстве Тибета. Так, огромная картина в одном из главных храмов Лхасы изображает Гуши-хана, передающего Далай-ламе символы светской власти. В сочинениях тибетских авторов Гуши-хан предстает как могущественный покровитель и защитник веры, который разгромил и уничтожил всех врагов Далай-ламы, а «желтую веру заставил сиять подобно солнцу».
Столицей единого Тибета была официально провозглашена Лхаса, резиденция Далай-ламы и его правительства. К этому же времени относится начало работ по возведению дворца Далай-лам Потала, выдающегося памятника тибетской архитектуры.

## Конец жизни и заслуги

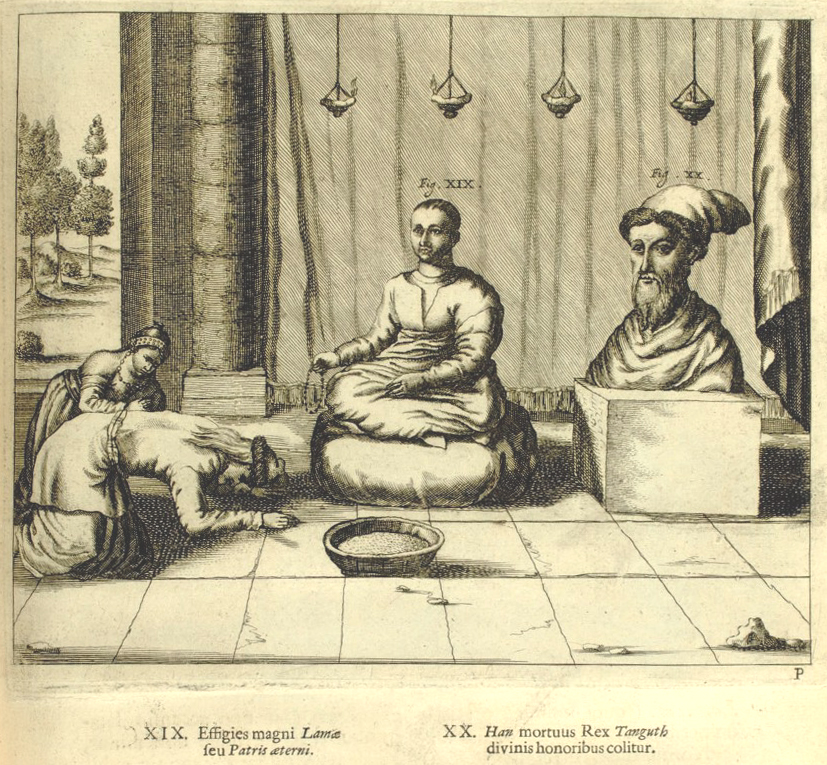
Статуя Далай-ламы V и бюст Гуши-хана. 1661 год. Из книги А. Кирхера «Иллюстрированная история Китая» (1667)

Гуши-хан умер в 1655 году в возрасте 73 лет. Его победа над противниками школы Гелуг имела важные последствия для истории Тибета. Она способствовала его объединению, а также окончательному утверждению теократии в этой стране и абсолютному преобладанию в ней школы Гелуг. Это отразилось и на политическом строе Тибета. Тибетское государство стали возглавлять Далай-ламы, в руках которых находилась верховная светская и религиозная власть. Далай-лама V вошёл в историю под названием «Великого Пятого».
Наследниками Гуши-хана с титулом хана стали его сыновья: Даян-хан и Даши-Батур. В 1660 году они разделили владения между собой, Даян-хан остался в Центральном Тибете, а Даши-Батур получил Кукунор.

## Память
- Памятник Гуши-хану расположен в городе Дэлинха, в провинции Цинхай, КНР.